# Assunção dos Anjos
Assunção Afonso de Sousa dos Anjos, né le 13 février 1946 à Luanda et mort le 12 décembre 2022 à Madrid, est un diplomate et homme politique angolais.

## Biographie
Assunção dos Anjos est membre du comité central du Mouvement populaire de libération de l'Angola (MPLA) et travaille au ministère des Relations extérieures comme directeur pour l'Afrique et le Moyen-Orient. De 1979 à 1993, il est directeur du cabinet du président José Eduardo dos Santos.
Il est nommé ambassadeur en Espagne en 1993, puis en France en 1999 et enfin au Portugal en 2002.
Le 1er octobre 2008, il est nommé ministre des Relations extérieures, fonction qu'il occupe jusqu'au 26 novembre 2010. Il est ensuite jusqu'à sa mort conseiller des présidents Dos Santos et João Lourenço. 
Il meurt le 12 décembre 2022 à Madrid, victime d'un arrêt cardiaque.